# NEC玉川ルネッサンスシティ

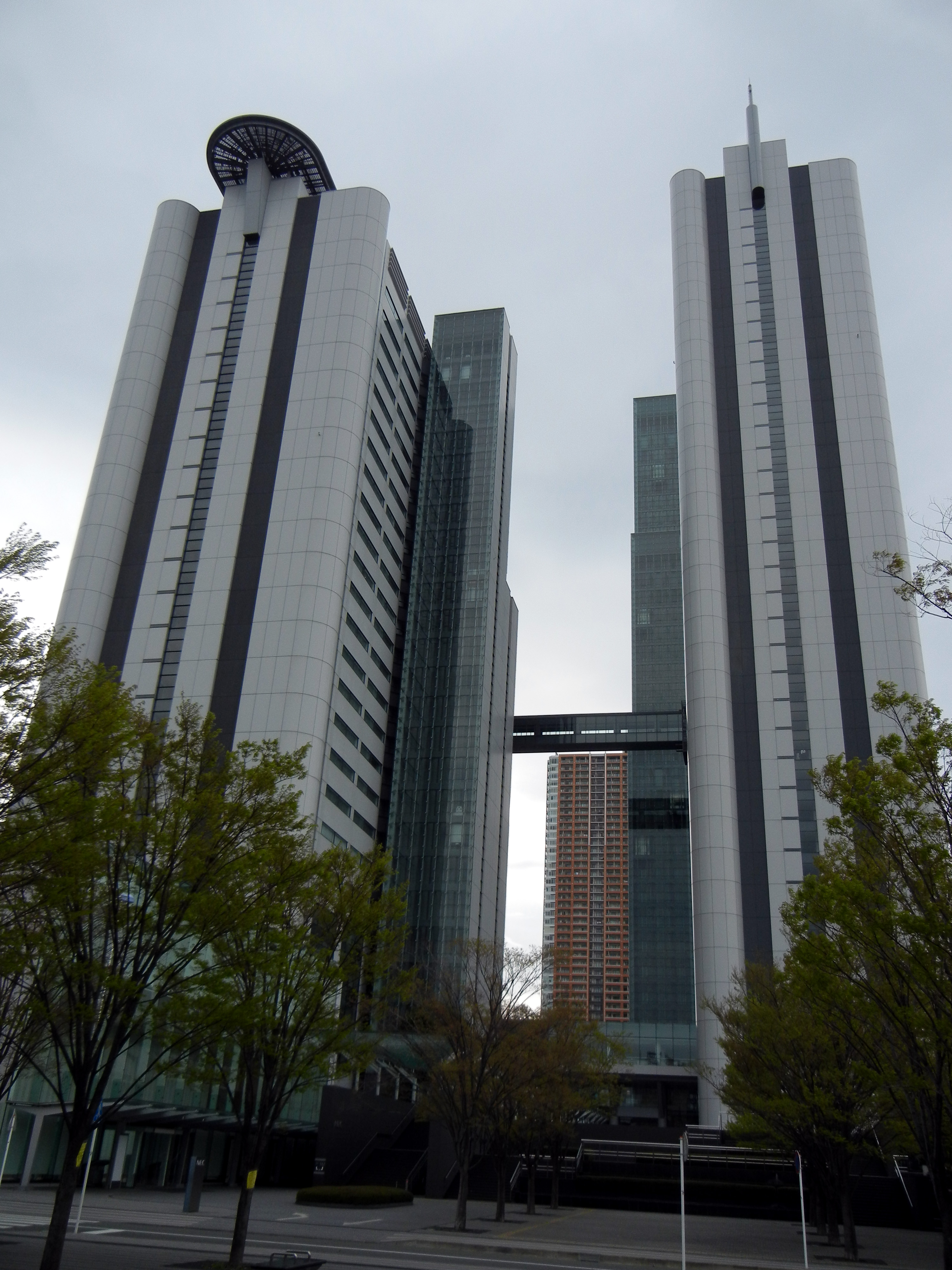
NEC玉川ルネッサンスシティ

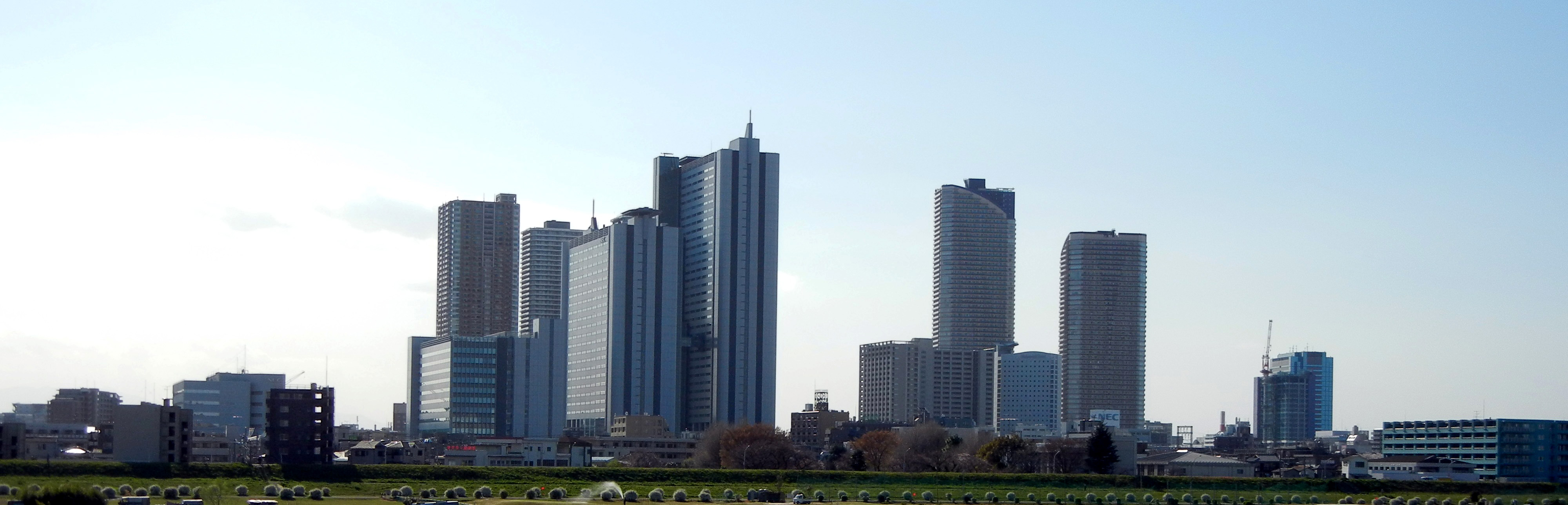
遠景

NEC玉川ルネッサンスシティ（NECたまがわルネッサンスシティ）は、神奈川県川崎市中原区下沼部にある日本電気（NEC）の事業場。

## 概要
NECが創立100周年記念事業として、既存の玉川事業場の一部を高層ビル群に建て替えた。最高部で156mであり、2つの事務所棟の間は連絡橋でつながっている。屋上にはヘリポートが設置されている（東京都港区にある日本電気本社ビル「NECスーパータワー」は180m）。
2つのビルは時期をずらして建築されたが、第2期棟「ノースタワー」は建築費の調達のため、ビルを証券化している。
第2期工事の完成に伴い、2005年（平成17年）5月に横浜事業場（横浜市都筑区）を閉鎖・売却（跡地にららぽーと横浜を建設）し、本社・横浜事業場・我孫子事業場（千葉県我孫子市）の3カ所に分散していた携帯電話事業関係の開発拠点をノースタワーに集約した。
2013年、2002年に証券化されていたルネッサンスシティの3棟のビルをNECは575億円で再取得したと報じられた。

## 構造
- 事務所棟
  - サウスタワー（第1期棟、2000年1月竣工）地上26階、塔屋2階、地下2階（高さ116m）
  - ノースタワー（第2期棟、2005年3月竣工）地上37階、塔屋2階、地下1階（高さ156m）
- ホール棟
  - 地上2階

## 玉川事業場に本社を持つ主な企業
- NEC特許技術情報センター
- NECビジネスインテリジェンス

## アクセス
- 向河原駅
- 武蔵小杉駅